# لیپسکم (آلاباما)
لیپسکمب (به انگلیسی: Lipscomb) شهری در شهرستان جفرسون ایالت آلاباما است که مساحت آن ۳٫۰۴ کیلومتر مربع است و در سرشماری سال ۲۰۱۰ میلادی، ۲٬۲۱۰ نفر جمعیت داشته و تراکم جمعیتی آن، ۷۲۶٫۹۷ نفر در هر کیلومتر مربع بوده است.